# ブザンソン国際音楽祭
ブザンソン国際音楽祭 (ブザンソンこくさいおんがくさい、仏: Festival de musique de Besançon Franche-Comté) は、フランスのブザンソンで行なわれるクラシック音楽の音楽祭である。1948年に第1回音楽祭が開催された。特に、1951年に創設されたブザンソン国際コンクール (Concours international de jeunes chefs d'orchestre) で有名である。

## 概要
毎年9月中旬に2週間かけて開催される。

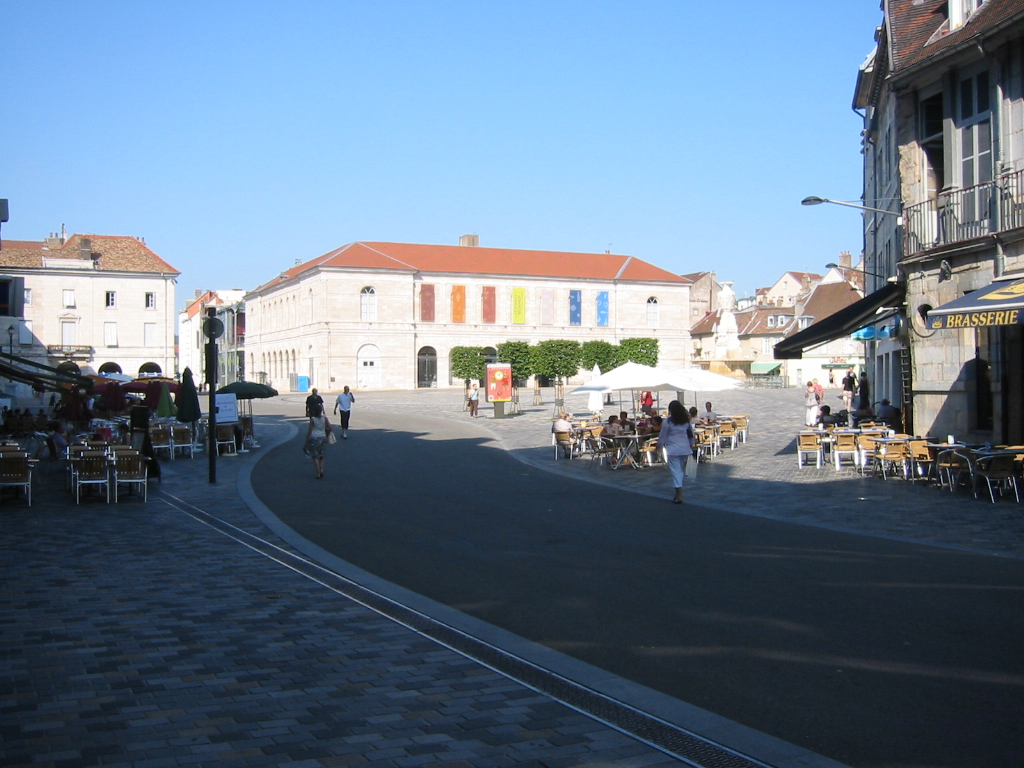
革命広場

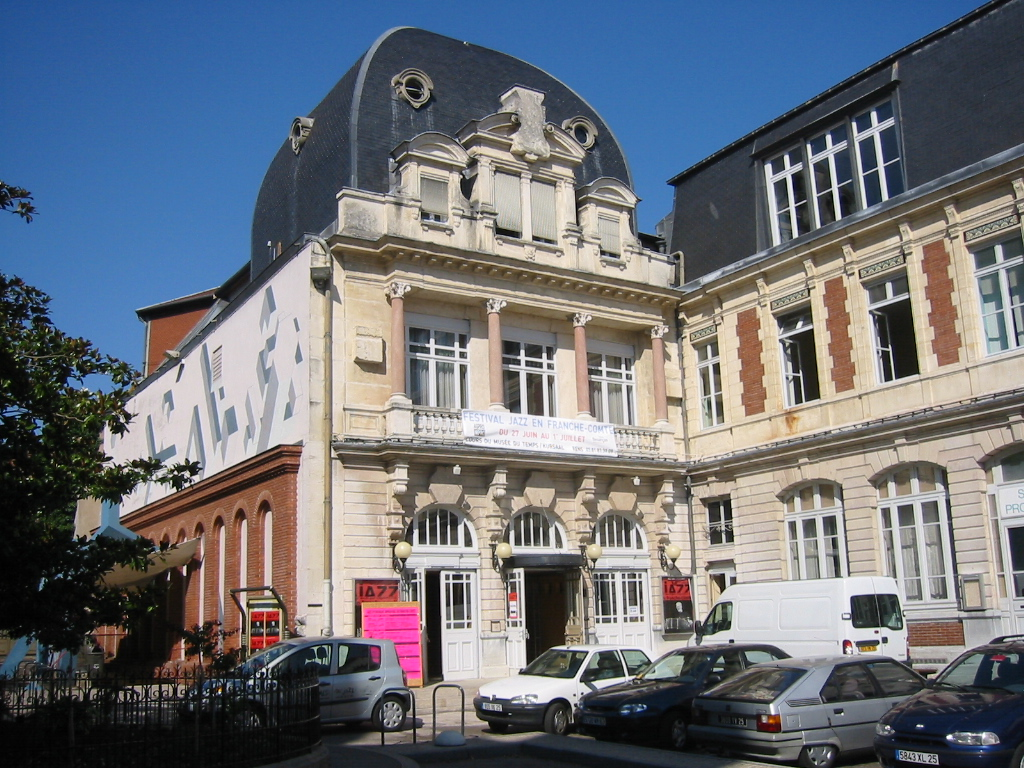
ブザンソン文化会館

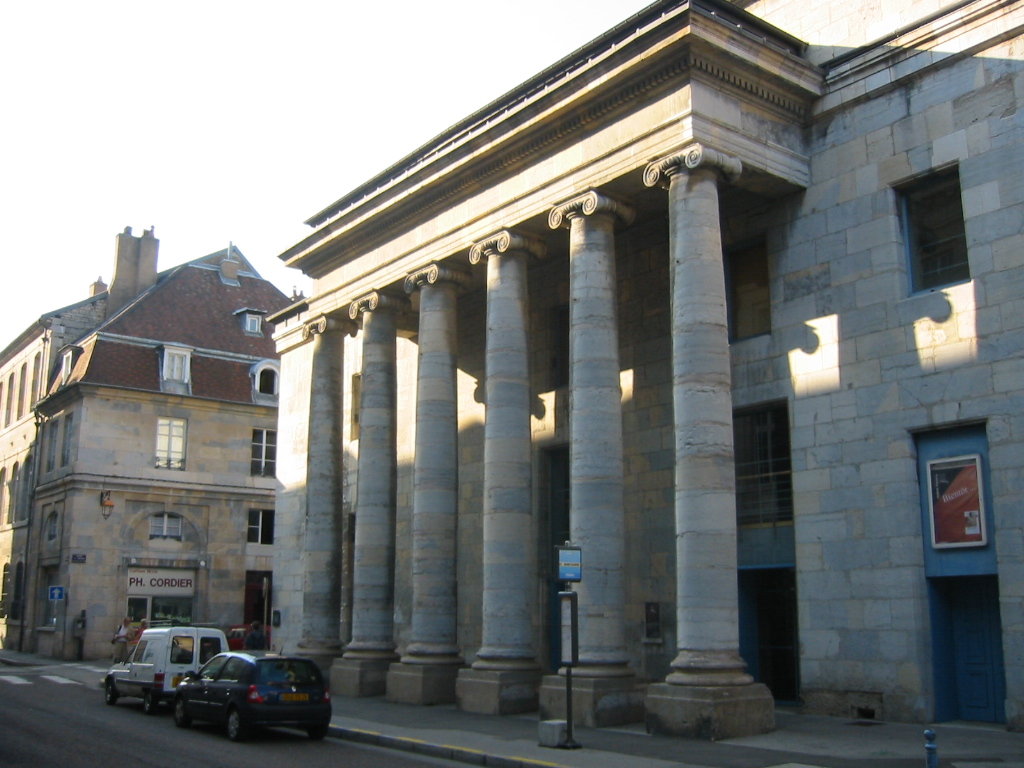
ブザンソン劇場

プログラムはオーケストラや室内楽のコンサートが中心で、これまでにアンドレ・クリュイタンス、カール・シューリヒト、ヴィルヘルム・フルトヴェングラー、イーゴリ・マルケヴィチ、ラファエル・クーベリック、ジョルジュ・プレートル、ロリン・マゼール、シャルル・デュトワらが登場した。
ラ・シェーズ＝デュー音楽祭およびサン＝ドニ音楽祭と並ぶ、フランスの主要な交響音楽祭の一つである。

## 会場
当初はブザンソン市内のみ（革命広場、ブザンソン文化会館（クルサール）、ブザンソン劇場）で開催されていたが、やがてフランシュ＝コンテ地域圏の各地の城や教会（ベルフォール、ポンタルリエ、ヴズールなど）でも開催されるようになった。

## ブザンソン国際コンクール
創設以来1992年までは毎年行われていたが、その翌年からは隔年開催となった。指揮部門と作曲部門があり、日本ではそれぞれ独立して「ブザンソン国際指揮者コンクール」、「ブザンソン国際作曲コンクール」などと表記されることが多い。

### 指揮部門
指揮部門であるブザンソン国際若手指揮者コンクール (Le Concours international de jeunes chefs d'orchestre de Besançon) は、数ある指揮者コンクールの中でも長い伝統を誇り、国際的にも名高い指揮者コンクールの一つである。小澤征爾をはじめとして、日本人指揮者が度々優勝している。

#### 過去の優勝者
出典: 
- 1951年 (第1回): ラインハルト・ペータース
- 1952年 (第2回): ジャン・ペリソン
- 1953年 (第3回): ペーター・トラウンフェルナー
- 1954年 (第4回): ピエール・シャイエ
- 1955年 (第5回): イェジー・カトレヴィッツ
- 1956年 (第6回): ズデニェク・コシュラー
- 1957年 (第7回): ジャン・ラピエール
- 1958年 (第8回): マルティン・トゥルノフスキー
- 1959年 (第9回): 小澤征爾
- 1960年 (第10回): ポール・イェルゲンセン
- 1961年 (第11回): ピエール・エトゥ
- 1962年 (第12回): ミシェル・プラッソン
- 1963年 (第13回): アロワ・シュプリンガー
- 1964年 (第14回): エミル・シモン
- 1965年 (第15回): ズデニェク・マーツァル
- 1966年 (第16回): （該当者なし）
- 1967年 (第17回): ユバル・ザリウ
- 1968年 (第18回): ヘスス・ロペス＝コボスとフィリップ・ベンダー
- 1969年 (第19回): （該当者なし）
- 1970年 (第20回): ステファン・カルドン
- 1971年 (第21回): （該当者なし）
- 1972年 (第22回): ジャック・メルシエ
- 1973年 (第23回): （該当者なし）
- 1974年 (第24回): アレックス・フェーロ
- 1975年 (第25回): マルク・スーストロ
- 1976年 (第26回): パトリック・ジューゾー
- 1977年 (第27回): タマーシュ・コウトニクとアリ・ラハバリ
- 1978年 (第28回): ヨエル・レヴィ
- 1979年 (第29回): ドロン・サロモン
- 1980年 (第30回): ジョナサン・シアーズ
- 1981年 (第31回): フィリップ・カンブルラン
- 1982年 (第32回): 松尾葉子とオスモ・ヴァンスカ
- 1983年 (第33回): ミヒャエル・ツィルム
- 1984年 (第34回): ヴォルフガング・デーナー
- 1985年 (第35回): 葉詠詩
- 1986年 (第36回): ジル・オージェ
- 1987年 (第37回): ニコラ・パスケ
- 1988年 (第38回): 呂紹嘉
- 1989年 (第39回): クリストファー・ゲイフォードと佐渡裕
- 1990年 (第40回): 沼尻竜典
- 1991年 (第41回): ジョージ・ペーリヴァニアン
- 1992年 (第42回): トマソ・プラチディ
- 1993年 (第43回): シルヴィア・マッサレッリと曽我大介
- 1995年 (第44回): 阪哲朗
- 1997年 (第45回): マルコ・パリゾット
- 1999年 (第46回): アルヴァロ・アルビアク＝フェルナンデス
- 2001年 (第47回): 下野竜也
- 2003年 (第48回): （該当者なし）
- 2005年 (第49回): ライオネル・ブランギエ
- 2007年 (第50回): ダレル・アン
- 2009年 (第51回): 山田和樹
- 2011年 (第52回): 垣内悠希
- 2013年 (第53回): 吳曜宇
- 2015年 (第54回): ジョナサン・ヘイワード
- 2017年 (第55回): ベン・グラスバーグ
- 2019年 (第56回): 沖澤のどか[2]
- 2021年 (第57回): （該当者なし）
- 2023年 (第58回): スワン・ヴァン・ラシェム

### 作曲部門
指揮部門ほど日本での注目度は高くはないものの、1998年に日本人作曲家江村哲二が優勝している。
優勝作品を指揮部門の課題曲にするエリザベート国際コンクールと同一のシステムだったが、作曲部門は無期限休会中。

## コンポーザー・イン・レジデンス
2004年からは毎回、専属作曲家が招かれ、コンサートやワークショップ、シンポジウムを開いている。
- 2004年-2005年: フィリップ・フェネロン
- 2006年-2008年: ブルーノ・マントヴァーニ
- 2009年-2010年: エディト・カナート・デ・チジ
- 2010年-2011年: ミカエル・ジャレル
- 2012年-2013年: 望月京
- 2014年-2015年: ギヨーム・コヌソン
- 2015年-2017年: フィリップ・エルサン
- 2018年-2019年: エリック・タンギー

## アソシエイト・アーティスト
2008年から2015年まで、アソシエイト・アーティスト枠を設けていた。
- 2008年-2009年: ズデニェク・マーツァル
- 2010年-2011年: アンドルー・デイヴィス
- 2012年-2013年: ゲルト・アルブレヒト
- 2014年-2015年: デニス・ラッセル・デイヴィス